# Barones ladrones

"Los protectores de nuestras industrias". Caricatura que muestra a Cyrus West Field, Jay Gould, Cornelius Vanderbilt y Russell Sage, sentados en bolsas de "millones", en una gran balsa pesada transportada por los trabajadores

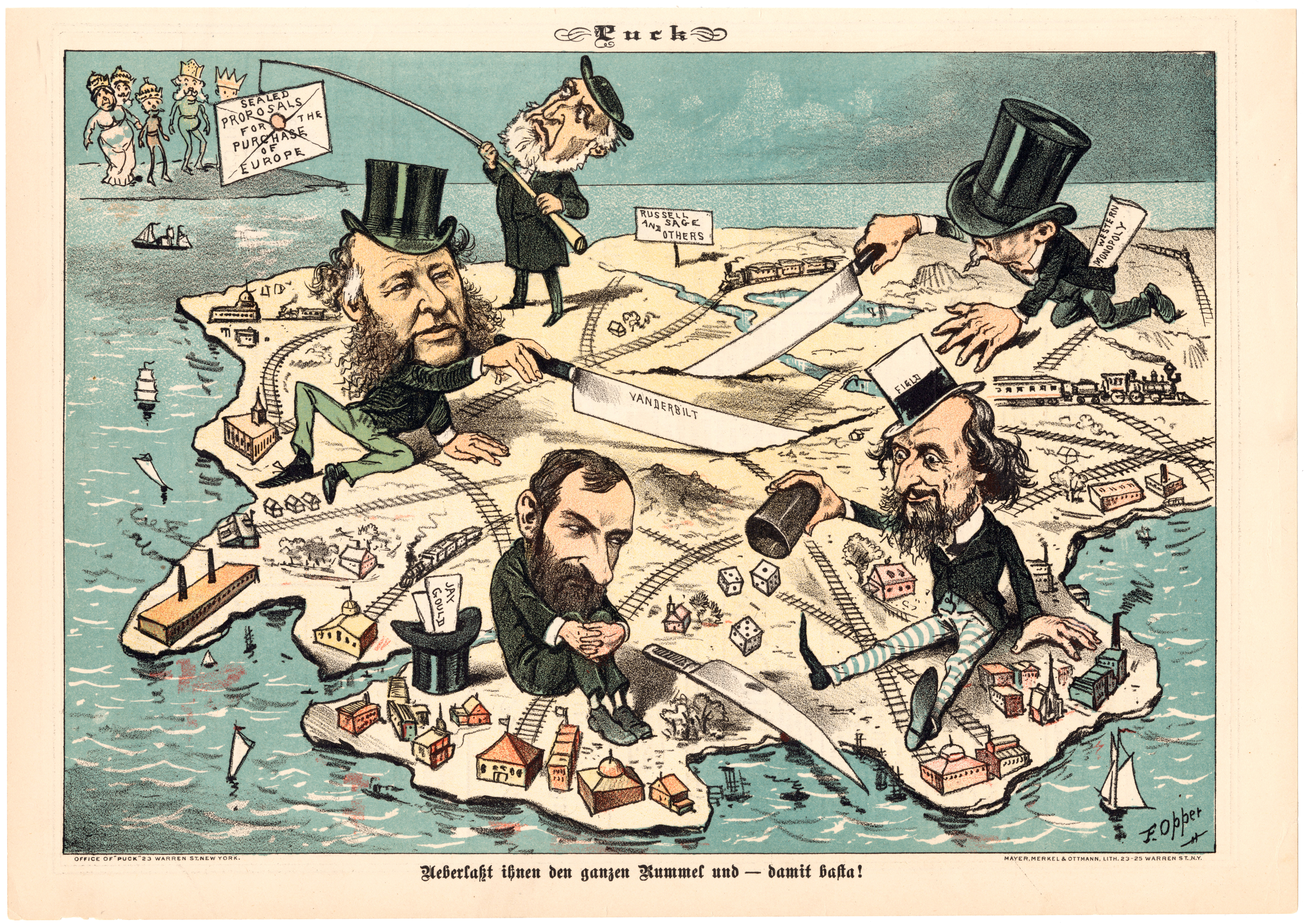
¡Que lo tengan todo, y que se queden con ello! (1882): Una caricatura satírica de la edición en alemán de la revista Puck, crítica con aquellos que se reparten el país para su propio beneficio

El término barones ladrones (traducción del inglés Robber baron) es una metáfora despectiva con carácter de crítica social, originalmente aplicado a ciertos hombres de negocios estadounidenses de finales del siglo XIX, que fueron acusados de utilizar métodos faltos de escrúpulos para enriquecerse, como por ejemplo Cornelius Vanderbilt, que recibió dinero de transportistas subsidiados por el gobierno para no competir en sus rutas.
El término se basó en una analogía con los barones ladrones germánicos, señores feudales locales (en ocasiones dedicados exclusivamente al bandidaje) que en Alemania detenían a los viajeros que atravesaban amplios territorios que consideraban como propios, reclamando algún impuesto o multa.

## Uso
El término barón ladrón se deriva de Raubritter (literalmente en alemán, caballeros ladrones), señores feudales de la Alemania medieval que cobraban peajes nominalmente ilegales (no autorizados por el Emperador del Sacro Imperio Romano Germánico) en los caminos que cruzaban sus tierras, o incluso peajes más grandes para cruzar el río Rin, sin agregar nada de valor, simplemente enriqueciéndose a costa del bien común (estableciendo una extracción de rentas parásitas).
La metáfora se popularizó el 9 de febrero de 1859, cuando The New York Times la usó para describir las prácticas comerciales de Cornelius Vanderbilt. El historiador T.J. Stiles afirma que la metáfora "evoca visiones de monopolios titánicos que aplastaron a competidores, amañaron mercados y corrompieron al gobierno. En su codicia y ansia de poder, la leyenda dice que dominaron una democracia indefensa".
La expresión se utilizó en la prensa por primera vez contra Vanderbilt, por aceptar dinero de transportistas subsidiados por el gobierno con lucrativas tarifas, para no competir en sus rutas. El estado había otorgado rutas de envío especiales a determinados transportistas a través de una serie de políticos a sueldo, que se aseguraron de que los legisladores asumieran que los costos del transporte eran tan elevados, que debían cobrar precios altos, "e incluso", recibir dinero extra de los contribuyentes como financiación. La compañía de envíos privada de Vanderbilt comenzó a operar en las mismas rutas, cobrando una fracción del precio oficial y obteniendo grandes ganancias sin el subsidio del contribuyente. Poco después, los transportistas financiados por el estado comenzaron a pagarle a Vanderbilt para que no compitiera en sus rutas. Un crítico de esta táctica dibujó una viñeta política que describía a Vanderbilt como un barón ladrón feudal, que cobraba un derecho de paso.
Charles R. Geisst afirma que: "en una época darwinista, Vanderbilt se ganó la reputación de ser un saqueador que no hacía prisioneros". El historiador económico Hal Bridges dijo que el término representaba la idea de que "los líderes empresariales de los Estados Unidos de 1865 a 1900 eran "En general, un conjunto de avaros sinvergüenzas que habitualmente engañaban y robaban a inversores y consumidores, corrompían al gobierno, luchaban despiadadamente entre ellos y, en general, llevaban a cabo actividades predatorias comparables a las de los barones ladrones de la Europa medieval".
El término combina los sentidos peyorativos de criminal ("ladrón") y del aristócrata (los "barones", que no tienen un papel legítimo en una república). Los dibujantes hostiles solían dibujar a estos barones con vestiduras de reyes, para subrayar su comportamiento ofensivo contra la democracia.

## Crítica
El historiador Richard White sostiene que los constructores de los ferrocarriles transcontinentales han atraído una gran atención de los estudiosos de este período, pero que las interpretaciones sobre su proceder son contradictorias: inicialmente fueron muy hostiles y luego muy favorables. Al principio, dice White, fueron representados como los barones ladrones, símbolo de una edad de oro de la corrupción, de los monopolios y de un individualismo rampante. Sus corporaciones eran como pulpos, devorando todo a su paso. En el siglo veinte y el veintiuno se convirtieron en empresarios, en revolucionarios de negocios necesarios, cambiando sin reparos las prácticas existentes y demostrando la vigorosa naturaleza del capitalismo estadounidense. Sus nuevas corporaciones también se transmutaron y se convirtieron en manifestaciones de la "mano visible" (en contraste con la "mano invisible" de los mercados), defensores de una racionalidad administrativa que eliminase el derroche, aumentara la productividad y que concibió nuevos valores burgueses para reemplazar a los bucaneros financieros.

### 1860-1920
El historiador John Tipple ha examinado los escritos de los 50 analistas más influyentes que usaron el modelo del barón ladrón en el período 1865-1914. De acuerdo con este estudio, señala:

Los creadores del concepto de barón ladrón no fueron los damnificados, los pobres, los puritanos escrupulosos, los envidiosos o una elite desposeída, sino un grupo frustrado de observadores castigados por largos años de depresión severa, que empezaron a creer que el sueño americano de abundancia y prosperidad para todos era un mito sin esperanza. ... Por lo tanto, la creación del estereotipo del barón ladrón parece haber sido producto de un intento popular impulsivo de explicar el cambio en la estructura de la sociedad estadounidense en términos de lo obvio. En lugar de esforzarse por comprender los complejos procesos de cambio, la mayoría de los críticos parecieron deslizarse en las vulgarizaciones fáciles de la "visión del diablo" de la historia, que asume ingenuamente que todas las desgracias humanas pueden atribuirse a las maquinaciones de un pequeño conjunto de actores fácilmente localizables. Los villanos, en este caso, eran los grandes empresarios de América. Este supuesto estaba claramente implícito en casi todas las críticas del período.

### 1930-1970
El historiador estadounidense Matthew Josephson popularizó aún más el término durante la Gran Depresión en un libro de 1934. Alegó que, al igual que los nobles medievales alemanes, los grandes empresarios estadounidenses acumulaban inmensas fortunas de manera inmoral, corrupta e injusta. El tema fue popular durante la década de 1930 en medio del desprecio público por los grandes negocios. El historiador Steve Fraser dice que el ambiente era muy hostil hacia las grandes empresas:

Las biografías de Mellon, Carnegie y Rockefeller fueron a menudo envueltas con una censura moral, advirtiendo de que los "patrones de la industria" eran una amenaza para la democracia y que el parasitismo, la pretensión aristocrática y la tiranía siempre habían pervivido como consecuencia de la riqueza concentrada, ya sea acumulada dinásticamente, o más impersonalmente, por las corporaciones sin rostro. Esta corriente de opinión, respaldada por el gran calado cultural del sentimiento popular, se inspiró en una sensibilidad profundamente arraigada, en parte religiosa, en parte igualitaria y democrática, que se remonta a William Jennings Bryan, Andrew Jackson y Tom Paine.

Sin embargo, comenzó una corriente de sentido contrario protagonizada por parte de los historiadores académicos cuando terminó la Depresión. El historiador económico Allan Nevins desafió esta visión de los grandes empresarios estadounidenses al defender la tesis del hombre de estado industrial. Citando al propio Nevins en su biografía "John D. Rockefeller: La edad heroica de la empresa estadounidense" (2 volúmenes, 1940), se opuso a las premisas de Josephson. Argumentó que si bien Rockefeller pudo haberse involucrado en algunas prácticas comerciales no éticas e ilegales, esto no debería eclipsar su contribución a mantener el orden en el caos industrial de la época. Según Nevins, los capitalistas de la Época Dorada trataron de imponer el orden y la estabilidad en negocios competitivos, y su trabajo sentó las bases para convertir a los Estados Unidos en la economía más importante del siglo XX.
En 1958, Bridges hizo notar que "la controversia más vehemente y más persistente en la historia de los negocios ha sido la librada por los críticos y defensores del concepto del "hombre de negocios ladrón", el "barón ladrón". Richard White, historiador de los ferrocarriles transcontinentales, afirmó en 2011 que el concepto ha quedado sin uso, totalmente desacreditado por los historiadores Robert Wiebe y Alfred Chandler. Señala que "gran parte de la historia moderna de las corporaciones es una reacción contra la idea de los barones ladrones y la mítica aureola negativa tejida a su alrededor".

## Enfoques recientes
La metáfora se mantiene en la cultura popular. En 1975, los estudiantes de la Universidad Stanford votaron para utilizar "Robber Barons" (Barones Ladrones) como el apodo de sus equipos deportivos. Sin embargo, los administradores académicos lo rechazaron, aduciendo que era una falta de respeto al fundador de la escuela, Leland Stanford.
En el área académica, la división de educación del Fondo Nacional para las Humanidades ha preparado un plan de estudios para las escuelas, en el que se reflexiona acerca de si "barón ladrón" o "capitán de la industria" es la terminología más adecuada para describir a estos hombres. El planteamiento incorporado a los programas es el siguiente:

En esta lección, el docente y sus estudiantes intentarán establecer una distinción entre los barones ladrones y los capitanes de la industria. Los estudiantes descubrirán algunas de las acciones menos honorables, así como los astutos movimientos de negocios y los actos altamente caritativos de los grandes industriales y financieros. Se ha argumentado que solo porque esas personas pudieran acumular grandes cantidades de capital podría nuestro país convertirse en la mayor potencia industrial del mundo. Algunas de las acciones de estos hombres, que solo podrían ocurrir en un período de laissez faire económico, dieron como resultado malas condiciones para los trabajadores, pero al final, también pudieron haber permitido nuestro nivel de vida actual.

Este debate sobre la moralidad de ciertas prácticas comerciales ha continuado en la cultura popular, como en las actuaciones en Europa de Bruce Springsteen de 2012, en cuyas canciones se hablaba sobre los banqueros como "ladrones codiciosos" y "barones ladrones".
Durante las protestas de Occupy Wall Street de 2011, el senador de Vermont Bernie Sanders utilizó el término en sus ataques a Wall Street. Dijo: "Creemos en este país; nos encanta este país; y nos condenaremos si dejamos que un puñado de barones ladrones controlen el futuro de este país". Las prácticas comerciales y el poder político de los multimillonarios de Silicon Valley también ha llevado a su identificación como barones ladrones.
La metáfora también se ha utilizado para caracterizar a los empresarios rusos aliados a Boris Yeltsin.

## Filantropía
Los industriales ricos en los EE. UU. se convirtieron en importantes actores en el campo de la filantropía, incluyendo la financiación, y a menudo la fundación de numerosas universidades, museos, hospitales y otras instituciones privadas del país. Andrew Carnegie fue el portavoz del "Evangelio de la Riqueza", según el cual era el deber de los ricos usar su dinero para la filantropía. Fundó alrededor de 3000 bibliotecas en los Estados Unidos, su Gran Bretaña natal y el Imperio Británico, así como varios centros de investigación y educación, incluyendo la Universidad Carnegie Mellon. Rockefeller se retiró de sus negocios en la década de 1890 y pasó sus últimos 40 años realizando sistemáticamente obras de filantropía a gran escala, especialmente en medicina, educación e investigación científica. Su principal asesor, Frederick Taylor Gates, fundó varias grandes organizaciones filantrópicas que contaban con expertos que diseñaron formas de atacar los problemas de manera sistemática, en lugar de dejar que los interesados averiguasen por sí mismos cómo abordar el problema.
El periodista Albert Shaw, editor de la revista Review of Reviews, examinó en 1893 las actividades filantrópicas de los millonarios en varias ciudades importantes. La tasa más alta se registraba en Baltimore, donde el 49% de los millonarios eran donantes activos; la ciudad de Nueva York ocupaba el último lugar. Los millonarios de Cincinnati preferían las empresas musicales y artísticas; los millonarios de Minneapolis contribuían a la universidad estatal y a la biblioteca pública; los de Filadelfia a menudo brindaban ayuda en el extranjero y para la educación de negros e indios. Boston no destacaba demasiado, además de las donaciones a Harvard y al Hospital General de Massachusetts.

## Lista de los empresarios calificados comobarones ladrones

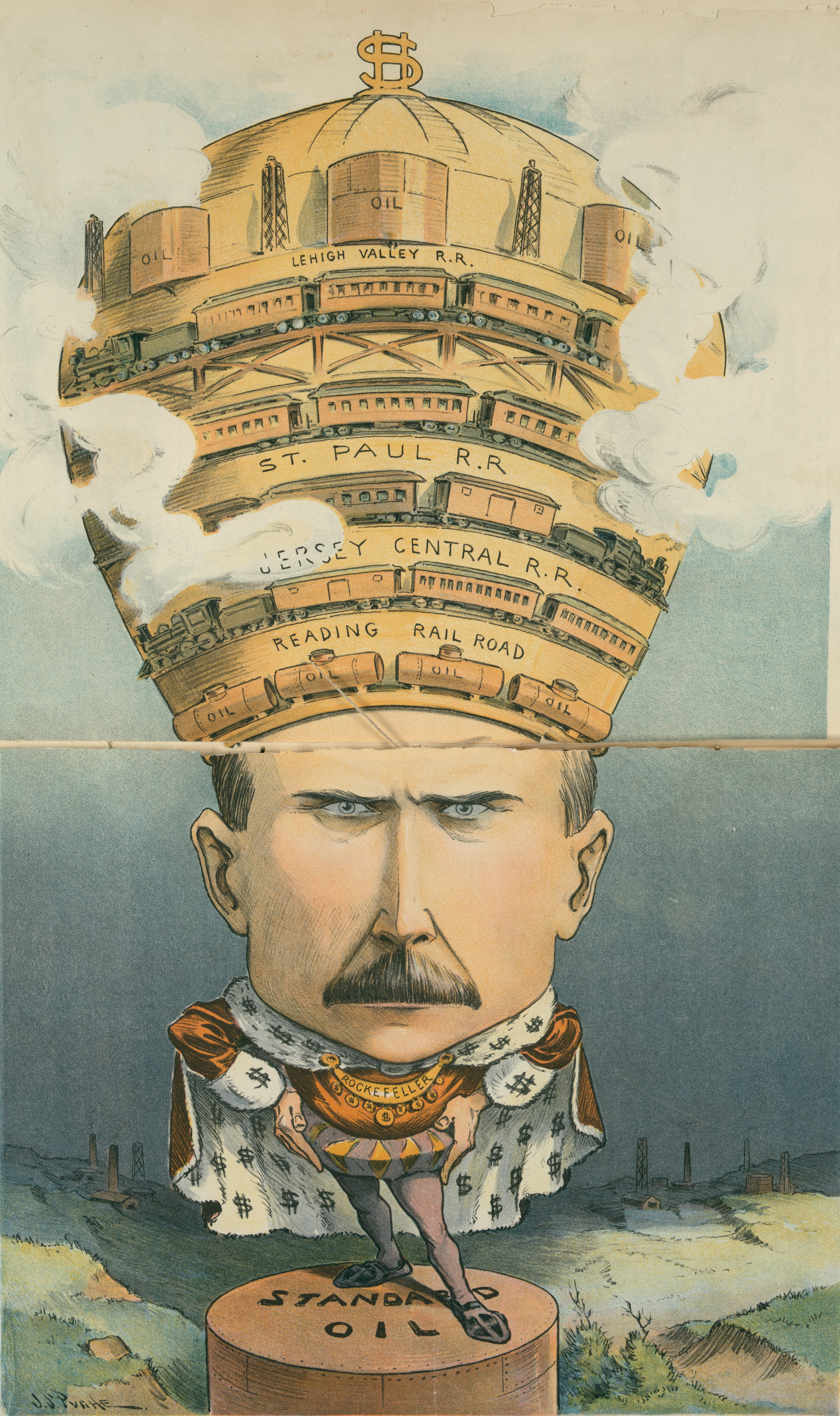
Una caricatura de la edición de Estados Unidos de la revista Puck, que representa a John D. Rockefeller como un poderoso monarca (1901)

La presente lista procede de la obra de Matthew Josephson, Barones Ladrones y de algunas de las fuentes citadas:
- John Jacob Astor (inmobiliaria, pieles) - Nueva York
- Andrew Carnegie (acero) - Pittsburgh y Nueva York
- William A. Clark (cobre) - Butte, Montana[25]
- Jay Cooke (finanzas) - Filadelfia
- Charles Crocker (ferrocarriles) - California
- Daniel Drew (finanzas) - Nueva York
- James Buchanan Duke (tabaco, energía eléctrica) - Durham, Carolina del Norte
- James Dunsmuir (carbón, madera) - Victoria, Columbia Británica, Canadá[26]
- Cyrus West Field (cable telegráfico transatlántico) - Nueva York
- Marshall Field (minorista) - Chicago[27]
- James Fisk (finanzas) - Nueva York
- Henry Morrison Flagler (Standard Oil, ferrocarriles) - Nueva York y Florida[28]
- Henry Clay Frick (acero) - Pittsburgh y Nueva York
- John Warne Gates (alambre de púas, petróleo) - Texas[29]
- Jay Gould (ferrocarriles) - Nueva York[30]
- Edward Henry Harriman (ferrocarriles) - Nueva York[31]
- William Randolph Hearst (magnate de la prensa y los medios escritos) - California[32][33]
- James J. Hill (combustible, carbón, barcos de vapor, ferrocarriles) - St Paul, Minnesota
- Charles T. Hinde (ferrocarriles, transporte fluvial, hoteles) - Illinois, Misuri, Kentucky, California
- Mark Hopkins (ferrocarriles) - California
- Collis Potter Huntington (ferrocarriles) - California
- Andrew William Mellon (finanzas, petróleo) - Pittsburgh
- J. P. Morgan (finanzas, consolidación industrial) - Nueva York
- John Cleveland Osgood (minería del carbón, hierro) - Colorado[34]
- Henry B. Plant (ferrocarriles, barcos de vapor, hoteles) - Florida[35]
- John D. Rockefeller (Standard Oil) - Cleveland, Nueva York
- Henry Huttleston Rogers (Standard Oil; cobre), Nueva York[36]
- A. S. W. Rosenbach (comerciante de libros) - Philadelphia[37]
- Russell Sage (ferrocarriles y finanzas) - Troy y Nueva York
- Charles M. Schwab (acero) - Pittsburgh y Nueva York
- Joseph Seligman (banquero) - Nueva York
- John D. Spreckels (transporte marítimo, ferrocarriles, azúcar) - California
- Leland Stanford (ferrocarriles) - California
- Cornelius Vanderbilt (transporte fluvial, ferrocarriles) - Nueva York[38]
- Charles Yerkes (vías férreas) - Chicago[39]

## Lecturas relacionadas
- Beatty, Jack. (2008). Age of Betrayal: The Triumph of Money in America, 1865-1900 Vintage Books. ISBN 1400032423
- Bridges, Hal. (1958) "The Robber Baron Concept in American History" Business History Review (1958) 32#1 pp. 1–13 in JSTOR
- Burlingame, D.F. Ed. (2004). Philanthropy in America: A comprehensive historical encyclopaedia (3 vol. ABC Clio).
- Cochran, Thomas C. (1949) "The Legend of the Robber Barons." Explorations in Economic History 1#5 (1949) online Archivado el 20 de junio de 2019 en Wayback Machine..
- Folsom, Burton W. (1991) The Myth of the Robber Barons: A New Look at the Rise of Big Business in America ISBN 978-0963020307
- Fraser, Steve. (2015). The Age of Acquiescence: The Life and Death of American Resistance to Organized Wealth and Power Little, Brown and Company. ISBN 0316185434
- Harvey, Charles, et al. "Andrew Carnegie and the foundations of contemporary entrepreneurial philanthropy." Business History 53.3 (2011): 425-450. online
- Jones, Peter d'A. ed. (1968). The Robber Barons Revisited (1968) excerpts from primary and secondary sources.
- Marinetto, M. (1999). "The historical development of business philanthropy: Social responsibility in the new corporate economy" Business History 41#4, 1-20.
- Ostrower, F. (1995). Why the wealthy give: The culture of elite philanthropy (Princeton UP).
- Ostrower, F. (2002). Trustees of culture: Power, wealth and status on elite arts boards (U of Chicago: Press).
- Josephson, Matthew. (1934). The Robber Barons: The Great American Capitalists, 1861–1901
- Taylor, Marilyn L.; Robert J. Strom; David O. Renz (2014). Handbook of Research on Entrepreneurs: Engagement in Philanthropy: Perspectives. Edward Elgar. pp. 1-8.
- Wren, D.A. (1983) "American business philanthropy and higher education in the nineteenth century" Business History Review. 57#3 321-346.
- Zinn, Howard. (2005). "Chapter 11: Robber Barons and Rebels" de A People's History of the United States Harper Perennial. ISBN 0060838655